# جون ديفيز (ممثل)
جون ديفيز (بالإنجليزية: John S. Davies)‏ هو ممثل أمريكي، ولد في 29 يونيو 1953 في ألمانيا.

## أعمال

### أفلام
- (1991) جي اف كي[1]
- (1999) ماغنوليا

## وصلات خارجية
- جون ديفيز على موقع IMDb (الإنجليزية)
- جون ديفيز على موقع قاعدة بيانات الفيلم (الإنجليزية)